# ×Thesaera
× Thesaera, (abreviado Thsra) en el comercio, es un híbrido intergenérico entre los géneros de orquídeas Aerangis × Aeranthes. Fue publicado en Orchid Rev. 78(927) noh: 2 (1970).